# Liste der Monuments historiques in Saint-Sulpice-des-Landes (Ille-et-Vilaine)
Die Liste der Monuments historiques in Saint-Sulpice-des-Landes (Ille-et-Vilaine) führt die Monuments historiques in der französischen Gemeinde Saint-Sulpice-des-Landes auf.

## Liste der Bauwerke
| Bezeichnung                           | Beschreibung | Standort | Kennzeichnung | Schutzstatus | Datum | Bild |
| ------------------------------------- | ------------ | -------- | ------------- | ------------ | ----- | ---- |
| Château de La Roche Giffard (Schloss) |              | (Lage)   | PA35000066    | Inscrit      | 2014  |      |